# Ipereccitabilità neuromuscolare
Ipereccitabilità dei nervi periferici (Peripheral nerve hyperexcitability o PNH) o ipereccitabilità neuromuscolare è un termine ombrello per varie sindromi caratterizzate dal segno clinico neuromuscolare della sovraeccitabilità, in relazione al reale sforzo, dei nervi appartenenti al sistema nervoso periferico a livello dell'assone (ma che può avere origine anche nel sistema nervoso centrale), caratteristico di diverse condizioni.
Essa comprende i crampi, le miochimie, gli spasmi, la pseudo-miotonia, le parestesie, e le fascicolazioni, specie in seguito a sforzo, sollecitazione o movimento, ma anche fatica e intolleranza all'esercizio. La maggioranza delle condizioni collegate è cronica ma benigna. 
Compare anche nella malattia di Lyme e nella sindrome dell'uomo rigido.

## Sindromi
A livello specifico accomuna alcune sindromi, la maggioranza sono canalopatie neuromuscolari (a parte la sindrome dell'uomo rigido). Le due principali (sono pseudomiotonie di tipo autoimmune (anticorpi anti-Gaba come gli anti-VGKC o anti-GAD):
- neuromiotonia
  - sindrome di Isaacs
  - corea fibrillare di Morvan (sindrome di Isaacs encefalopatica)
  - neuromiotonia congenita
- sindrome dell'uomo rigido

Altre:
- sindrome da crampi e fascicolazioni
- canalopatie muscolari congenite
- tetania ipocalcemica e altri squilibri elettrolitici
- tetania normocalcemica (spasmofilia)
- associata a malattia di Charcot-Marie-Tooth (frequentemente tipo 4F[5])
- associata a malattia di Lyme con neuroborreliosi (sintomatologia motoria simile a MND)
- associata ad atrofia muscolare spinale
- associata a ipertiroidismo
- in neuropatia delle piccole fibre
- idiopatiche

Alcune di queste sindromi PNH possono essere invalidanti, provocando in rari casi dolore neuropatico/muscolare, iperidrosi, disautonomia, astenia e fatica muscolare severa. In alcuni casi esse compaiono dopo infezioni, in modo acuto o subacuto, o divenire croniche: questo indica un coinvolgimento del sistema immunitario o dell'agente infettivo; tuttavia possono anche risultare negative alla positività anticorpale.